# Calvin Samuel
Calvin Samuel (Saint John's, 24 settembre 1947) è un bassista e cantante antiguo-barbudano naturalizzato statunitense, conosciuto per essere stato membro dei Manassas.

## Biografia
Nato nell'isola di Antigua nel 1947, Samuel si trasferì a Londra nel 1958, insieme alla sua famiglia. Autodidatta al basso, negli anni '60 ha suonato   con una serie di gruppi, tra i quali i Blue-Ace-Unit, guidati da Junior Marvin, futuro componente dei The Wailers dal 1963 al 1964.
Trasferitosi negli Stati Uniti, nel 1966, Samuel, Isidore e il chitarrista/cantante Wendell Richardson formarono il trio rock psichedelico The Sundae Times e registrarono un album in studio, Us Colored Kids, prodotto da Eddy Grant. Fu anche, per un breve periodo, membro degli Osibisa, e nel 1971 suonò in tour con i Crosby, Stills, Nash and Young.
Una volta terminato il tour, fu uno dei fondatori del supergruppo di Stephen Stills, i Manassas, band che riuniva ritmi, folk, blues, country e latini.
Dagli anni '70 fino agli anni '90, Samuel ha lavorato con musicisti nel Regno Unito e negli Stati Uniti tra cui Rita Coolidge, Dr. John, Marianne Faithfull, America, Alvin Lee, Steve Winwood, e Kevin Ayers. Nel 1999 debutta come solista con l'album This Train Still Runs, dove è cantante e bassista.

## Vita privata
All'inizio degli anni '70, Samuel aveva una relazione con la cantante P.P. Arnold.Il loro figlio, Kodzo Samuel è stato chitarrista per Jessie J e Jess Glynne.

## Discografia

### Solista
- 1999 - This Train Still Runs
- 2001 - Love Don't Taste Like Chicken

### ConManassas
- 1972 - Manassas
- 1973 - Down the Road

### Con i Sundae Time
- 1970 - Us Coloured Kids

### Con gli America
- 1977 - America Live

### Collaborazioni
- 2005 - The Faboulos Mr. Aker Bill - Aker Bill
- 2019 - The New Adventure Of.... - P.P. Arnold